# タラウド諸島

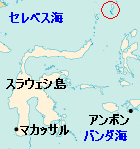
タラウド諸島の位置（赤丸）

タラウド諸島はインドネシア北部にある諸島。北スラウェシ州のタラウド諸島県を構成する。
カラケロン島、サリバブ島、カブルアン島などからなる。インドネシアで最も北にある地域であり、太平洋とセレベス海の間にある。南西はサンギヘ諸島、南東はモルッカ諸島、北にはミンダナオ島が位置する。
座標: 北緯4度20分 東経126度45分 / 北緯4.333度 東経126.750度